# Aleksander Srebrakowski
Aleksander Srebrakowski (ur. 26 lipca 1961) – polski historyk, specjalizujący się w badaniach polonijnych ze szczególnym uwzględnieniem Polaków na Litwie, historii Europy Wschodniej, historii najnowszej, i dziejach kresów wschodnich; nauczyciel akademicki związany z Uniwersytetem Wrocławskim.

## Życiorys
Urodził się w 1961 roku we Wrocławiu. Po otrzymaniu matury podjął pracę we wrocławskiej fabryce urządzeń elektrycznych „Dolmel”. Po wprowadzeniu stanu wojennego, od 14 grudnia 1981 roku aktywnie uczestniczył w akcjach strajkowych „Solidarności”. W czerwcu 1982 roku został wcielony do wojska, a po odbyciu służby wojskowej w 1984 roku podjął studia historyczne na Uniwersytecie Wrocławskim.
W trakcie studiów związany z Niezależnym Zrzeszeniem Studentów. Współpracował z czasopismem NZS Uniwersytetu Wrocławskiego „Akces”. Razem z Piotrem Gomułkiewiczem, Bogdanem Horbalem i Władysławem Stasiakiem wydawał czasopismo „Wichrzyciel” (nr 1, czerwiec 1988 – nr 5 października 1989). W czasie strajków studenckich we Wrocławiu w 1988 i 1989 roku wspólnie z Radosławem Kujawą i Władysławem Stasiakiem kierował strażą porządkową. Na początku 1989 roku razem z Piotrem Gomułkiewiczem i Władysławem Stasiakiem prowadził w Instytucie Historycznym Uniwersytetu Wrocławskiego w ramach klubu „Historia i Polityka” (HiP) otwarte spotkania dyskusyjne z przedstawicielami istniejących i tworzących się partii oraz stronnictw politycznych. Już po zakończeniu studiów w 1989 roku znalazł się w grupie wydającej czasopismo „Wyzwanie”: pismo Ruchu Młodych Katolików „U Siebie” (1989-1990). Od 1986 roku był członkiem wrocławskiego Klubu Inteligencji Katolickiej (KIK), gdzie działał w Sekcji Wychowania Społecznego. Od końca lat 80. XX wieku związany był z nieformalną grupą „Oriens” skupioną wokół ks. kanonika Aleksandra Zienkiewicza, która zajmowała się wspieraniem Polaków na wschodzie. Na przełomie lat 80. i 90. XX wieku był w grupie osób zakładających wrocławski oddział Archiwum Wschodniego, a następnie kierujących jego pracami. W 1989 roku znalazł się w grupie osób, które na bazie pomysłu i z inicjatywy Mikołaja Iwanowa powołały organizację Stowarzyszenie Straż Mogił Polskich na Wschodzie, które zajmowało się odnajdywaniem i upamiętnianiem miejsc martyrologii Polaków na terenie ZSRR. W 1991 roku był w grupie zakładającej Oddział Dolnośląski Stowarzyszenia „Wspólnota Polska”, gdzie sprawował różne funkcje w zarządzie oddziału. Był także członkiem Rady Krajowej Stowarzyszenia Wspólnota Polska.
Po ukończeniu studiów w 1989 roku rozpoczął pracę w macierzystym Instytucie Historycznym, początkowo w Zakładzie Historii Najnowszej, a potem Zakładzie Historii Europy Wschodniej. W 1999 roku uzyskał stopień naukowy doktora nauk humanistycznych w zakresie historii o specjalności historia najnowsza, na podstawie rozprawy: Polacy w Litewskiej SRR 1944-1989, napisanej pod kierunkiem prof. Wojciecha Wrzesińskiego. Od 2002 roku jest członkiem Polsko-Litewskiej Komisji Podręcznikowej. Od 2008 roku członek Rady Programowej Centrum Badań Wschodnich przy Ośrodku Badań Naukowych im. Wojciecha Kętrzyńskiego w Olsztynie. Członek komitetu redakcyjnego czasopisma „Regiony i Pogranicza” wydawanego przez Centrum Badań Wschodnich w Olsztynie.

## Wsparcie litewskich Polaków
W roku 1992, w okresie największego napięcia w stosunkach między Litwinami i polską mniejszością na Litwie, kiedy po ogłoszeniu chęci powołania polskiej autonomii na Litwie, litewscy politycy i dziennikarze, a także niektórzy politycy i dziennikarze w Polsce, lansowali twierdzenie, że litewscy Polacy to „najbardziej skomunizowana narodowość na Litwie”, opublikowano na łamach „Magazynu Wileńskiego” tekst A. Srebrakowskiego, wygłoszony wcześniej na konferencji „Konflikty narodowościowe w Europie Wschodniej” (Warszawa 19-20 lutego 1992), w którym na podstawie materiałów z archiwów partyjnych obalił on to twierdzenie. Co więcej udowodnił on tam, że Polacy litewscy byli najmniej skomunizowaną narodowością w tej republice. Po tej publikacji szybko zrezygnowano z tego twierdzenia w litewskim dyskursie publicznym.
Z kolei w 1993 roku na łamach gazety „Kurier Wileński” (do lutego 1990 „Czerwony Sztandar”) wydawanej po polsku na Litwie jako organ Rady Najwyższej Republiki Litewskiej, opublikowano, w  30 odcinkach, tekst pracy A. Srebrakowskiego z 1989 roku, poświęconej historii Sejmu Wileńskiego z 1922 roku, który zadecydował o włączeniu Wilna do Polski. Tekst Srebrakowskiego został wykorzystany jako głos w dyskusji toczonej wtedy na Litwie, obalający tezę o tak zwanej „polskiej okupacji Wileńszczyzny” w okresie międzywojennym, którą lansowali wtedy litewscy politycy i dziennikarze. Redakcja gazety została przy tej okazji zaatakowana przez Vytautasa Landsbergisa, głowę państwa litewskiego w latach 1990-1992, a wtedy szefa opozycji parlamentarnej, o opublikowanie rzekomo antylitewskiego tekstu na łamach dziennika dotowanego przez państwo litewskie. Jednak wybitna historyczka litewska, Regina Žepkaitė, komentując zarzuty Landsbergisa, stwierdziła, że: „Wielu czyni zarzuty pod adresem dziennika, że dotowany przez państwo, zamieszcza taką publikację. Ja takich zarzutów czynić nie mogę. Trzeba umieć czytać każdy artykuł, a w tamtym znajdujemy bardzo dużo obiektywnej prawdy”. Publikowanie przez ponad miesiąc tej serii artykułów nie ukróciło co prawda w danym momencie używania zwrotu o „polskiej okupacji Wilna” (dopiero w drugim dziesięcioleciu XXI w. zaczęło ono znikać jedynie z litewskich podręczników szkolnych), jednak pomogła ona wielu Polakom z Wileńszczyzny w budowaniu swojej tożsamości narodowej.
W latach 1987–1989 jako naoczny świadek wydarzeń na Litwie, który poznał głównych bohaterów wydarzeń jak i szeregowych członków tworzących się polskich organizacji, propagował w Polsce wiedzę o sytuacji Polaków na Litwie i ich aktualnych problemach, wygłaszając liczne wykłady poza kontrolą ówczesnej cenzury, w ramach prac Klubu Inteligencji Katolickiej, w kościołach i w trakcie organizowanych we Wrocławiu Tygodni Kultury Chrześcijańskiej. Publikował także teksty na ten temat w prasie bezdebitowej

## Publikacje
Autor szeregu książek i artykułów historycznych, a także wystaw historycznych. Współpracował także przy produkcji historycznych programów telewizyjnych. Do jego najważniejszych publikacji należą:
- Sejm Wileński 1922 roku. Idea i jej realizacja, Wrocław 1993. (Nominacja do Nagrody Historycznej Tygodnika "Polityka" za rok 1993[22])
- Masowe deportacje radzieckie w okresie II wojny światowej, współautor: Stanisław Ciesielski, Grzegorz Hryciuk, Wrocław 1993.
- Polacy w Litewskiej SRR 1944-1989, Toruń 2000. (Nagroda Ministra Edukacji Narodowej za rok 2001[23])
- Masowe deportacje ludności w Związku Radzieckim, współautor: S. Ciesielski, Grzegorz Hryciuk, Toruń 2003.
- Wileńscy „Włóczędzy, Toruń 2012.
- My nie bracia, my sąsiedzi. Polska perspektywa stosunków polsko-litewskich. Wybór tekstów i dokumentów, zebrał, opracował, wstępem i przypisami opatrzył A. Srebrakowski, Wrocław 2013.

## Odznaczenia i nagrody
- Krzyż Kawalerski Orderu Odrodzenia Polski (2024)[24]
- Krzyż Wolności Solidarności (2024)[25]
- Wpis do „Albumu Utalentowanych Absolwentów Szkół Wyższych”, przygotowywanego przez Ministerstwo Edukacji Narodowej i Ministerstwo Pracy i Polityki Socjalnej. (1989) [26]
- Indywidualna nagroda Ministra Edukacji Narodowej za książkę „Polacy w Litewskiej SRR 1944-1989”. (2001) [27]